# Pat Bradley
Pat Bradley, née le 24 mars 1951 à Westford, Massachusetts, est une golfeuse américaine. Elle a remporté six titres majeurs et été introduite au World Golf Hall of Fame.

## Biographie
En tant qu'amateure, elle est membre de la Florida International University et est nommée « All-American ».
En 1974, elle commence sa carrière professionnelle au LPGA Tour. Elle doit attendre la saison 1996 pour remporter sa première victoire sur le circuit américain. Après une nouvelle victoire la saison suivante, elle remporte trois titres en 1978.
Elle remporte son premier majeur la saison suivante lors du « Peter Jackson Classic », l'Open du Canada. La saison suivante, elle remporte son deuxième majeur, lors de l'Open américain. Après une saison vierge de titre sur le circuit américain, elle remporte quatre titres en 1983, ce qui en fait la joueuse la plus titrée de la saison. Puis, après une nouvelle saison sans victoire, elle remporte trois titres en 1985, dont sa deuxième victoire à l'Open du Canada, portant désormais le nom de du Maurier Classic.
La saison 1986, elle remporte trois majeurs, le Nabisco Dinah Shore, le LPGA Championship et le du Maurier Classic portant ainsi à six son nombre de victoires en majeurs. Elle remporte ainsi les quatre tournois reconnus comme majeurs sur le circuit américain durant sa période d'activité.
Cette saison 1986, pourvue de deux autres titres, est récompensée du titre de « Player of the Year » et termine à la première place au classement des gains de la LPGA. Elle est également récompensée du « Vare Trophy », classement récompensant la joueuse avec la moyenne de score la plus basse sur l'ensemble de la saison.
Après deux nouvelles victoires en 1987 et 1989, elle remporte trois titres en 1990 puis quatre en 1991, nouvelle saison où elle termine en tête des bilans du LPGA Tour, de nouveau sur les trois trophées du « Player of the Year », « Vare Trophy » et au classement des gains.
Elle obtient sa 31e et dernière victoire en 1995.
Avec 31 victoires sur le LPGA, elle est automatiquement admissible pour le World Golf Hall of Fame où elle est introduite en 1991.

## Palmarès

### Autres distinctions
- Intronisée au World Golf Hall of Fame en 1991

## Source
- (en) Cet article est partiellement ou en totalité issu de l’article de Wikipédia en anglais intitulé « Pat Bradley (golfer) » (voir la liste des auteurs).